# Гура-Путней
Гура-Путней (рум. Gura Putnei) — село у повіті Сучава в Румунії. Входить до складу комуни Путна.

## Розташування
Село знаходиться на відстані 386 км на північ від Бухареста, 56 км на північний захід від Сучави.

## Історія
За переписом 1900 року в селі Карлсберг Радівецького повіту були 232 будинки, проживали 1219 мешканців: 1 українець, 1 румун, 1962 німці, 40 євреїв, 3 поляки.

## Населення
За даними перепису населення 2002 року у селі проживали 1324 особи. Усі жителі села рідною мовою назвали румунську.
Національний склад населення села:
| Національність | Кількість осіб | Відсоток |
| -------------- | -------------- | -------- |
| румуни         | 1316           | 99,4%    |
| німці          | 7              | 0,5%     |